# Basketball Bundesliga de 2018–19
A Temporada 2018–19 da Basketball Bundesliga foi a 53ª edição da principal competição de basquetebol masculino na Alemanha a ser disputada entre 28 de setembro de 2018 e 23 de junho de 2019.
A liga oficialmente chama-se Easycredit BBL por motivos de patrocinadores.

## Equipes participantes
| Clube                    | Arena                  | Localização  |
| ------------------------ | ---------------------- | ------------ |
| Alba Berlin              | Arena Mercedes Benz    | Berlim       |
| Basketball Braunschweig  | Volkswagen Halle       | Brunsvique   |
| FC Bayern                | Audi Dome              | Munique      |
| BG Göttingen             | Sparkassen Arena       | Gotinga      |
| Brose Bamberg            | Brose Arena            | Bamberga     |
| HAKRO Merlins Crailsheim | Arena Hohenlohe        | Crailsheim   |
| Eisbären Bremerhaven     | Bremerhaven Stadthalle | Bremerhaven  |
| EWE Baskets Oldenburg    | EWE Arena              | Oldemburgo   |
| FRAPORT Skyliners        | Fraport Arena          | Francoforte  |
| Gießen 46ers             | Sporthalle Gießen-Ost  | Giesen       |
| medi Bayreuth            | Oberfrankenhalle       | Bayreuth     |
| MHP Riesen Ludwigsburg   | MHPArena               | Ludwigsburgo |
| Syntainics MBC           | Stadthalle Weißenfels  | Weißenfels   |
| RASTA Vechta             | RASTA Dome             | Vechta       |
| ratiopharm Ulm           | Arena Ulm              | Ulm          |
| s.Oliver Würzburg        | s.Oliver Arena         | Wurtzburgo   |
| Science City Jena        | Sparkassen-Arena       | Jena         |
| Telekom Baskets Bonn     | Telekom Dome           | Bona         |

|  |                                          |
|  | Promovidos da ProA na temporada anterior |

| Casa\Visitante           | ALB    | BRA    | MUN    | GOT    | BRO    | CRA     | EIS     | EWE    | FRA   | GIE     | MED    | LUD    | MIT     | RAS     | RAT    | WUR    | SCI    | TEL     |
| ------------------------ | ------ | ------ | ------ | ------ | ------ | ------- | ------- | ------ | ----- | ------- | ------ | ------ | ------- | ------- | ------ | ------ | ------ | ------- |
| ALBA Berlin              |        | 82-74  | 75-85  | 95-68  | 92-88  | 115-76  | 107-104 | 78-94  | 87-74 | 108-96  | 86-68  | 86-80  | 92-84   | 104-67  | 92-81  | 108-69 | 112-55 | 110-98  |
| Basketball Braunschweig  | 83-79  |        | 61-87  | 90-76  | 92-66  | 98-84   | 83-81   | 64-100 | 95-77 | 105-101 | 100-85 | 100-99 | 75-63   | 85-88   | 82-77  | 87-78  | 90-66  | 86-92   |
| FC Bayern München        | 83-81  | 84-73  |        | 80-68  | 85-78  | 99-79   | 91-80   | 95-74  | 80-71 | 94-79   | 101-95 | 92-74  | 92-67   | 79-66   | 95-72  | 87-69  | 103-71 | 102-91  |
| BG Göttingen             | 91-85  | 76-80  | 71-84  |        | 77-78  | 93-80   | 85-79   | 79-96  | 70-81 | 95-98   | 80-89  | 86-60  | 78-92   | 79-82   | 76-82  | 91-87  | 81-88  | 79-86   |
| Brose Bamberg            | 66-69  | 93-88  | 75-80  | 100-77 |        | 101-92  | 100-74  | 86-93  | 74-73 | 109-101 | 84-94  | 93-91  | 88-73   | 67-85   | 103-94 | 97-65  | 99-67  | 77-70   |
| HAKRO Merlins Crailsheim | 69-105 | 99-94  | 71-96  | 63-88  | 77-93  |         | 86-80   | 99-87  | 69-77 | 90-92   | 97-90  | 85-94  | 70-89   | 68-70   | 79-82  | 69-87  | 101-78 | 87-88   |
| Eisbären Bremerhaven     | 86-94  | 69-87  | 72-89  | 94-88  | 88-93  | 93-80   |         | 83-88  | 78-80 | 92-101  | 83-75  | 81-75  | 76-81   | 77-84   | 78-88  | 85-87  | 76-74  | 88-67   |
| EWE Baskets Oldenburg    | 84-93  | 103-89 | 83-82  | 86-70  | 100-89 | 87-79   | 99-76   |        | 91-69 | 117-85  | 90-81  | 100-71 | 118-115 | 81-62   | 103-99 | 109-93 | 103-62 | 109-95  |
| FRAPORT Skyliners        | 86-99  | 82-77  | 87-91  | 64-72  | 86-79  | 77-91   | 84-77   | 75-74  |       | 82-81   | 81-91  | 94-96  | 93-88   | 80-100  | 63-91  | 77-91  | 83-69  | 83-79   |
| Gießen 46ers             | 96-101 | 99-97  | 76-99  | 85-104 | 90-97  | 114-115 | 87-89   | 97-88  | 91-90 |         | 90-95  | 93-98  | 91-84   | 83-84   | 99-90  | 84-101 | 89-83  | 92-99   |
| medi Bayreuth            | 80-79  | 78-77  | 90-93  | 75-78  | 79-90  | 102-85  | 113-85  | 70-90  | 72-76 | 95-80   |        | 81-109 | 95-92   | 81-86   | 79-88  | 84-99  | 103-78 | 84-78   |
| MHP Riesen Ludwigsburg   | 79-80  | 94-104 | 75-91  | 62-52  | 96-95  | 82-70   | 75-58   | 67-85  | 83-76 | 83-68   | 100-82 |        | 93-86   | 102-98  | 92-98  | 75-80  | 86-74  | 78-83   |
| Syntainics MBC           | 91-102 | 84-81  | 66-81  | 63-105 | 89-96  | 82-87   | 90-87   | 74-89  | 89-95 | 86-83   | 108-90 | 77-76  |         | 100-106 | 81-94  | 84-97  | 109-92 | 80-67   |
| RASTA Vechta             | 80-69  | 87-79  | 93-75  | 82-60  | 95-101 | 95-92   | 85-64   | 100-85 | 83-88 | 92-81   | 67-83  | 112-92 | 89-79   |         | 80-81  | 75-65  | 104-66 | 112-117 |
| ratiopharm Ulm           | 74-92  | 93-84  | 77-83  | 86-74  | 91-100 | 99-87   | 78-69   | 69-82  | 82-72 | 91-92   | 92-69  | 82-91  | 105-94  | 98-94   |        | 95-94  | 90-97  | 96-85   |
| s.Oliver Würzburg        | 75-94  | 71-78  | 70-81  | 88-71  | 80-84  | 87-75   | 80-71   | 78-88  | 72-63 | 81-85   | 73-69  | 82-79  | 84-77   | 85-92   | 77-99  |        | 80-65  | 80-75   |
| Science City Jena        | 77-81  | 85-83  | 66-82  | 92-93  | 85-90  | 88-91   | 87-98   | 80-83  | 72-78 | 61-81   | 89-96  | 89-91  | 81-64   | 76-89   | 80-85  | 78-82  |        | 82-70   |
| Telekom Baskets Bonn     | 81-93  | 75-69  | 102-98 | 76-68  | 92-81  | 89-87   | 108-75  | 78-98  | 60-71 | 97-105  | 94-84  | 86-62  | 105-98  | 87-92   | 78-76  | 91-86  | 93-87  |         |

### Classificação Temporada Regular
| Pos. | Clube                    | J  | V  | D  | P+ / P-     | SP   | Classificação   |
| ---- | ------------------------ | -- | -- | -- | ----------- | ---- | --------------- |
| 1    | FC Bayern München        | 34 | 31 | 3  | 3019 : 2598 | 421  | Playoffs        |
| 2    | EWE Baskets Oldenburg    | 34 | 28 | 6  | 3157 : 2782 | 375  | Playoffs        |
| 3    | ALBA Berlin              | 34 | 27 | 7  | 3125 : 2742 | 383  | Playoffs        |
| 4    | RASTA Vechta             | 34 | 24 | 10 | 2976 : 2809 | 167  | Playoffs        |
| 5    | Brose Bamberga           | 34 | 22 | 12 | 3010 : 2880 | 130  | Playoffs        |
| 6    | ratiopharm Ulm           | 34 | 20 | 14 | 2975 : 2896 | 79   | Playoffs        |
| 7    | Telekom Baskets Bonn     | 34 | 18 | 16 | 2932 : 2955 | -23  | Playoffs        |
| 8    | Basketball Braunschweig  | 34 | 17 | 17 | 2890 : 2853 | 37   | Playoffs        |
| 9    | s.Oliver Würzburg        | 34 | 17 | 17 | 2773 : 2822 | -49  |                 |
| 10   | MHP Riesen Ludwigsburg   | 34 | 16 | 18 | 2880 : 2899 | -19  |                 |
| 11   | FRAPORT Skyliners        | 34 | 16 | 18 | 2688 : 2794 | -106 |                 |
| 12   | medi Bayreuth            | 34 | 14 | 20 | 2897 : 2978 | -81  |                 |
| 13   | Gießen 46ers             | 34 | 13 | 21 | 3065 : 3192 | -127 |                 |
| 14   | BG Göttingen             | 34 | 11 | 23 | 2699 : 2828 | -129 |                 |
| 15   | Syntainics MBC           | 34 | 10 | 24 | 2879 : 3053 | -174 |                 |
| 16   | HAKRO Merlins Crailsheim | 34 | 9  | 25 | 2829 : 3091 | -262 |                 |
| 17   | Eisbären Bremerhaven     | 34 | 8  | 26 | 2746 : 2969 | -223 | Rebaixados ProA |
| 18   | Science City Jena        | 34 | 5  | 29 | 2640 : 3039 | -399 | Rebaixados ProA |

## Playoffs

### Confrontos
|  | Quartas-de-final | Quartas-de-final        | Quartas-de-final |             |   | Semifinais            | Semifinais | Semifinais |  |  | Final | Final             | Final |
|  |                  |                         |                  |             |   |                       |            |            |  |  |       |                   |       |
|  | 1                | FC Bayern München       | 3                |             |   |                       |            |            |  |  |       |                   |       |
|  | 8                | Basketball Braunschweig | 0                |             |   |                       |            |            |  |  |       |                   |       |
|  | 8                | Basketball Braunschweig | 0                |             |   | FC Bayern München     | 3          |            |  |  |       |                   |       |
|  |                  |                         |                  |             |   | FC Bayern München     | 3          |            |  |  |       |                   |       |
|  |                  |                         | RASTA Vechta     | 0           |   |                       |            |            |  |  |       |                   |       |
|  | 4                | RASTA Vechta            | RASTA Vechta     | 0           | 3 |                       |            |            |  |  |       |                   |       |
|  | 4                | RASTA Vechta            |                  |             | 3 |                       |            |            |  |  |       |                   |       |
|  | 5                | Brose Bamberga          | 1                |             |   |                       |            |            |  |  |       |                   |       |
|  |                  |                         |                  |             |   |                       |            |            |  |  |       | FC Bayern München | 3     |
|  |                  |                         |                  | ALBA Berlin | 0 |                       |            |            |  |  |       |                   |       |
|  | 2                | EWE Baskets Oldenburg   | 3                |             |   |                       |            |            |  |  |       |                   |       |
|  | 7                | Telekom Baskets Bonn    | 0                |             |   |                       |            |            |  |  |       |                   |       |
|  | 7                | Telekom Baskets Bonn    | 0                |             |   | EWE Baskets Oldenburg | 0          |            |  |  |       |                   |       |
|  |                  |                         |                  |             |   | EWE Baskets Oldenburg | 0          |            |  |  |       |                   |       |
|  |                  |                         | ALBA Berlin      | 3           |   |                       |            |            |  |  |       |                   |       |
|  | 3                | ALBA Berlin             | ALBA Berlin      | 3           | 3 |                       |            |            |  |  |       |                   |       |
|  | 3                | ALBA Berlin             |                  |             | 3 |                       |            |            |  |  |       |                   |       |
|  | 6                | ratiopharm Ulm          | 0                |             |   |                       |            |            |  |  |       |                   |       |

#### Quartas de final
| Time 1                | Série | Time 2                  | 1º Jogo  | 2º Jogo  | 3º Jogo  | 4º Jogo | 5º Jogo |
| --------------------- | ----- | ----------------------- | -------- | -------- | -------- | ------- | ------- |
| FC Bayern München     | 3 - 0 | Basketball Braunschweig | 70 - 59  | 84 - 74  | 87 - 77  |         |         |
| RASTA Vechta          | 3 - 1 | Brose Bamberga          | 96 - 85  | 98 - 102 | 87 - 78  | 90 - 86 |         |
| EWE Baskets Oldenburg | 3 - 0 | Telekom Baskets Bonn    | 105 - 94 | 97 - 87  | 97 - 84  |         |         |
| ALBA Berlin           | 3 - 0 | ratiopharm Ulm          | 107 - 78 | 98 - 83  | 100 - 83 |         |         |

#### Semifinal
| Time 1                | Série | Time 2       | 1º Jogo  | 2º Jogo | 3º Jogo  | 4º Jogo | 5º Jogo |
| --------------------- | ----- | ------------ | -------- | ------- | -------- | ------- | ------- |
| FC Bayern München     | 3 - 0 | RASTA Vechta | 98 - 88  | 89 - 71 | 95 - 80  |         |         |
| EWE Baskets Oldenburg | 0 - 3 | ALBA Berlin  | 93 - 100 | 68 - 79 | 89 - 100 |         |         |

#### Final
| Time 1            | Série | Time 2      | 1º Jogo | 2º Jogo | 3º Jogo | 4º Jogo | 5º Jogo |
| ----------------- | ----- | ----------- | ------- | ------- | ------- | ------- | ------- |
| FC Bayern München | 3 - 0 | ALBA Berlin | 74 - 70 | 82 - 77 | 93 - 88 |         |         |

## Campeões
| Easycredit BBL 2018-19 Campeões |
| ------------------------------- |
| FC Bayern München 5º Título     |

## Equipes rebaixadas para a2.Bundesliga ProAna temporada 2019-20
- Eisbären Bremerhaven
- Science City Jena

## Clubes alemães em competições europeias
| Clube                   | Competição        | Resultado                                                   |
| ----------------------- | ----------------- | ----------------------------------------------------------- |
| FC Bayern               | EuroLiga          | Temporada Regular 11º colocado (14v-16d)                    |
| ratiopharm Ulm          | EuroCopa          | Eliminado no Top16 (3º Gr. F 3v-3d)                         |
| Fraport Skyliners       | EuroCopa          | Eliminado no Top16 (4º Gr. F 0v-6d)                         |
| Alba Berlin             | EuroCopa          | Finalista vencido por Valencia (89-75;92-95;89-63)          |
| Brose Bamberg           | Liga dos Campeões | Quarto colocado vencido por Telenet Giants (58-72)          |
| medi Bayreuth           | Liga dos Campeões | Eliminado temporada regular (7º Gr.D 5v-9d)                 |
| Telekom Bona            | Liga dos Campeões | Eliminado temporada regular (6º Gr.B 6v-8d)                 |
| MHP Riesen Ludwigsburgo | Liga dos Campeões | Eliminado temporada regular (8º Gr.A 3v-11d)                |
| s.Oliver Wurtzburgo     | Copa Europeia     | Finalista vencido por Dinamo Sassari (89-84;81-79)          |
| Telekom Bona            | Copa Europeia     | Eliminado oitavas de finais por Alba Fehérvár (85-84;69-81) |